# ابراهیم‌آباد (بناب)
ابراهیم‌آباد روستایی در دهستان بناب بخش مرکزی شهرستان زنجان استان زنجان ایران است.

## جمعیت
بر پایه سرشماری عمومی نفوس و مسکن در سال ۱۳۹۵ جمعیت این روستا ۱۵۰ نفر (۳۵خانوار) بوده‌است.